# Turn-Europameisterschaften 1959 (Frauen)
Die zweiten Turn-Europameisterschaften der Frauen fanden 1959 in Krakau statt. Ingrid Föst erkämpfte mit ihren beiden dritten Plätzen am Sprung und Stufenbarren die ersten beiden deutschen EM-Medaillen. Erstmals nahmen auch Turnerinnen aus Österreich an Europameisterschaften teil.

## Teilnehmer
| - Bulgarien - Deutsche Demokratische Republik - BR Deutschland - Finnland - Frankreich | - Italien - Jugoslawien - Niederlande - Österreich - Polen | - Rumänien - Tschechoslowakei - Sowjetunion - Ungarn |

## Ergebnisse

### Mehrkampf
|      |                  |        |
| Rang | Athletin         | Punkte |
| 1    | Natalia Kot      | 37.833 |
| 2    | Elena Teodorescu | 37.767 |
| 3    | Sonia Iovan      | 37.401 |
| 4    | Anikó Ducza      | 37.300 |
| 5    | Eva Bosáková     | 37.267 |
| 6    | Ingrid Föst      | 37.234 |

### Gerätefinals
| Rang | Athletin       | Punkte |
| ---- | -------------- | ------ |
| 1    | Natalia Kot    | 19.010 |
| 2    | Věra Čáslavská | 18.967 |
| 3    | Ingrid Föst    | 18.934 |

| Rang | Athletin         | Punkte |
| ---- | ---------------- | ------ |
| 1    | Polina Astachowa | 19.467 |
| 2    | Elena Teodorescu | 19.232 |
| 3    | Ingrid Föst      | 19.034 |

| Rang | Athletin       | Punkte |
| ---- | -------------- | ------ |
| 1    | Věra Čáslavská | 19.166 |
| 2    | Sonia Iovan    | 18.867 |
| 3    | Natalia Kot    | 18.800 |

| Rang | Athletin         | Punkte |
| ---- | ---------------- | ------ |
| 1    | Polina Astachowa | 19.400 |
| 2    | Tamara Manina    | 19.200 |
| 3    | Eva Bosáková     | 19.100 |

## Medaillenspiegel
|      |                                 |   |   |   |       |
| Rang | Land                            |   |   |   | total |
| 1    | Sowjetunion                     | 2 | 1 | - | 3     |
| 2    | Polen                           | 2 | - | 1 | 3     |
| 3    | Tschechoslowakei                | 1 | 1 | 1 | 3     |
| 4    | Rumänien                        | - | 3 | 1 | 4     |
| 5    | Deutsche Demokratische Republik | - | - | 2 | 2     |